# Лондон-Станстед
Лондон-Станстед (англ. London Stansted Airport) (IATA: STN, ICAO: EGSS) — великий пасажирський аеропорт з однією злітно-посадковою смугою, є хабом ряду європейських лоу-кост авіакомпаній. Розташований у районі Атлсфорд в англійському графстві Ессекс за 48 км на північний схід від Лондона, за 3 км від Бішопс-Стортфорд та за 10 км від Харлоу.
Аеропорт є хабом для:
- easyJet
- Jet2.com
- Ryanair UK
- Titan Airways
- TUI Airways

## Загальні відомості
В аеропорту Станстед один термінал з трьома сателітами, два сполучені з головним терміналом мостом, третій — транзитною системою. У терміналі працюють пункт обміну валюти, камери схову, кілька крамниць та ресторанів, точка доступу Інтернет, пункт прокату автомобілів. Будівля терміналу була побудована Foster Associates, особливості конструкції — «плаваючий» дах, що кріпиться на каркасі з труб у формі перевернутих пірамід, створюючи стилізований образ лебедя в польоті. Усередині кожної з труб конструкції прокладені комунікації, що забезпечують освітлення, а також кондиціонування, телезв'язок і електропостачання. Компонування аеропорту розроблено таким чином, щоб забезпечити вільне переміщення пасажирів що прибувають до короткочасної автостоянки, рух через зал реєстрації і службу безпеки з виходом до гейту є на одному рівні. Проте, термінал не надає можливості проводжаючим спостерігати за відльотом, це пов'язано з вимогами безпеки.

## Авіалінії та напрямки, лютий 2021

### Пасажирські
| Авіакомпанія          | Пункт призначення |
| --------------------- | --- |
| Air Corsica           | Сезонний: Аяччо, Бастія, Кальві, Фігарі |
| Air India             | Амрітсар |
| Air Moldova           | Кишинів |
| Albawings             | Тирана (з 15 червня 2021) |
| AnadoluJet            | Стамбул–Сабіха Гекчен Сезонний: Анкара, Анталія, Даламан |
| Azores Airlines       | Сезонний: Понта-Делгада (з 3 червня 2021) |
| British Airways       | Берлін, Фару, Малага, Мілан-Мальпенса Сезонний: Шамбері, Флоренція, Женева, Ібіца, Ніцца, Пальма-де-Мальорка |
| easyJet               | Амстердам, Белфаст, Единбург, Глазго |
| Emirates              | Дубай (призупинено) |
| Jet2.com              | Аліканте, Анталія, Фару, Фуертевентура, Мадейра, Гран-Канарія, Лансароте, Ларнака, Малага, Пафос, Тенерифе-Південний Сезонний: Альмерія (з 30 квітня 2022),, Афіни (з 28 квітня 2022), Бодрум, Бургас, Ханья, Корфу, Даламан, Дубровник, Женева, Жирона, Гренобль, Іракліон, Ібіца, Інсбрук, Ізмір, Джерсі (з 22 травня 2021),, Каламата (з 2 травня 2021), Кефалонія, Кос, Мальта (з 2 травня 2022),, Менорка, Міконос (з 2 травня 2021),, Мітилена (з 6 травня 2021), Неаполь, Ніцца, Пальма-де-Мальорка, Превеза (з 2 травня 2021),, Реус, Родос, Зальцбург, Санторіні (з 4 травня 2021),, Скіатос, Спліт, Салоніки, Тиват (з 30 квітня 2022),, Верона, Закінф |
| Loganair              | Деррі |
| Pegasus Airlines      | Анталія, Стамбул–Сабіха Гекчен, Ізмір Даламан |
| Ryanair               | Ольборг (з 30 березня 2021),, Орхус, Агадір, Альгеро (з 1 червня 2021),, Аліканте, Анкона, Афіни, Барселона, Барі, Бергамо, Бержерак, Берлін, Біарриц, Біллунн, Болонья, Бордо, Братислава, Бремен, Бріндізі, Брно, Бухарест, Будапешт, Бидгощ, Кальярі (з 30 березня 2021),, Каркассонн, Кастельйон, Клуж, Кельн/Бонн, Копенгаген, Корк, Дортмунд, Дублін, Ейндговен, Фару, Фес, Франкфурт, Фуертевентура, Гданськ, Генуя, Гетеборг, Гран-Канарія, Гамбург, Херес-де-ла-Фронтера, Карлсруе/Баден-Баден, Катовиці, Каунас, Керрі (з 29 березня 2021), , Київ-Бориспіль (з 28 березня 2021),, Нок, Кошице, Краків, Ламеція-Терме, Лансароте, Лімож, Лісабон, Лодзь, Люксембург, Львів, Мадрид, Малага, Мальта, Марракеш, Марсель, Меммінген, Мілан–Мальпенса, Неаполь, Ольштин, Орадя, Осло–Гардермуен, Острава (з 30 березня 2021), Паланга, Палермо, Пальма-де-Мальорка, Пафос, Перуджа (з 28 березня 2021),, Пескара, Піза, Пловдив (з 29 березня 2021),, Подгориця (з 2 травня 2021),, Понта-Делгада, Порту, Познань, Прага, Рабат, Рига, Рим–Чіампіно, Ряшів, Зальцбург (з 3 травня 2021),, Осло-Торп (з 28 березня 2021),, Сантандер, Сантьяго-де-Компостела, Севілья, Шаннон, Софія, Стокгольм-Скавста (з 28 березня 2021), , Стокгольм-Вестерос (з 28 березня 2021),, Щецин, Таллінн (з 29 березня 2021),, Тенерифе-Південний, Салоніки, Тулуза, Тур (з 1 травня 2021),, Трієст (з 29 березня 2021),, Турин, Валенсія, Венеція, Відень, Вільнюс, Варшава–Модлін, Вроцлав, Сарагоса (з 1 травня 2021) Сезонний: Альмерія, Ханья, Корфу, Жирона (з 28 березня 2021),, Ібіца, Кефалонія, Лурд (з 30 квітня 2021),, Пуатьє (з 28 березня 2021), Пула, Реус, Родос, Родез (з 3 червня 2021),, Задар (з 1 червня 2021), |
| Scandinavian Airlines | Копенгаген (з 31 жовтня 2021) Сезонний: Лулео (з 17 грудня 2021) |
| TUI Airways           | Гран-Канарія Сезонний: Анталія, Боа-Вішта (з 4 листопада 2021),, Корфу, Даламан, Фару, Іракліон, Хургада, Ібіца, Кефалонія, Кос, Ларнака, Менорка, Пальма-де-Мальорка, Пафос, Родос, Шарм-ель-Шейх (з 7 листопада 2021), Тенерифе-Південний, Закінф Сезонний чартер: Шамбері, Інсбрук, Зальцбург, Турин |

### Вантажні
| Авіакомпанія           | Пункт призначення                           |
| ---------------------- | ------------------------------------------- |
| Asiana Cargo           | Франкфурт, Москва–Домодєдово, Сеул–Інчхон   |
| Cargolux               | Чженчжоу, Люксембург                        |
| China Southern Cargo   | Гуанчжоу                                    |
| Qatar Airways Cargo    | Доха, Мілан-Мальпенса, Париж-Шарль де Голль |
| Turkish Airlines Cargo | Стамбул–Ататюрк                             |

## Статистика
Див. джерело запитів Вікіданих та джерела.
|                                           | Пасажирообіг | Зміна пасажирообігу | Авіаційний трафік | Вантажообіг (тонн) |
| ----------------------------------------- | ------------ | ------------------- | ----------------- | ------------------ |
| 2000                                      | 11,878,190   | –                   | 165,779           | 167,823            |
| 2001                                      | 13,665,333   | ▲15.0 %             | 169,583           | 165,660            |
| 2002                                      | 16,054,522   | ▲17.5 %             | 170,544           | 184,449            |
| 2003                                      | 18,722,112   | ▲16.6 %             | 186,475           | 198,565            |
| 2004                                      | 20,910,842   | ▲11.7 %             | 192,245           | 225,772            |
| 2005                                      | 21,998,673   | ▲05.2 %             | 193,511           | 237,045            |
| 2006                                      | 23,687,013   | ▲07.7 %             | 206,693           | 224,312            |
| 2007                                      | 23,779,697   | ▲00.4 %             | 208,462           | 203,747            |
| 2008                                      | 22,360,364   | ▼06.0 %             | 193,282           | 197,738            |
| 2009                                      | 19,957,077   | ▼10.7 %             | 167,817           | 182,810            |
| 2010                                      | 18,573,592   | ▼06.9 %             | 155,140           | 202,238            |
| 2011                                      | 18,052,843   | ▼02.8 %             | 148,317           | 202,593            |
| 2012                                      | 17,472,699   | ▼03.2 %             | 143,511           | 214,160            |
| 2013                                      | 17,852,393   | ▲02.2 %             | 146,324           | 211,952            |
| 2014                                      | 19,941,593   | ▲11.7 %             | 157,117           | 204,725            |
| 2015                                      | 22,519,178   | ▲12.9 %             | 168,629           | 207,996            |
| 2016                                      | 24,320,071   | ▲08.0 %             | 180,430           | 223,203            |
| 2017                                      | 25,902,618   | ▲06.5 %             | 189,919           | 236,892            |
| Source: UK Civil Aviation Authority 1. 2. |              |                     |                   |                    |

## Наземний транспорт

### Персональний автоматичний транспорт
Аеропорт має персональну автоматичну систему перевезення, що сполучає термінал із сателітами що розташовані за 3 км. Система використовує капсули ADTRANZ C-100 та Bombardier Innovia APM 100 для перевезення пасажирів. На відміну від аналогічної мережі аеропорту Гатвік, мережа Станстед доступна тільки «Airside» (тобто тільки після того, як пасажири проходять через службу безпеки).

### Потяги
Залізнична станція Аеропорт Станстед розташована в будівлі терміналу безпосередньо під головним залом, з якої що 60 хвилин вирушають потяги CrossCountry до Кембриджу, Лестеру та Мідлендсу. Станстед-Експрес вирушає що 15 хвилин до станції Ліверпуль-стріт в Лондоні, час в дорозі — 45 хвилин.

### Автобус
Існує регулярне автобусне сполучення до Стратфорда (45 хвилин), Victoria Coach Station (75 хвилин), станції «Ліверпуль-стріт» (55 хвилин) та Голдерс-Грін (70 хвилин) (все в Лондоні), вартість проїзду вдвічі нижче, ніж на поїзді, проте час в дорозі займає більше години. Автобусна станція знаходиться поруч з терміналом. National Express сполучає аеропорт з Оксфордом та Кембриджем.

### шосе
Аеропорт Станстед сполучено з північно-східним Лондоном і Кембриджем автострадою M11 і з Колчестер і Харвіч шосе A120. Довгострокова автостоянка розташована за 2 км від терміналу і пасажири після парковки і доставляються в термінал автобусом. Короткострокові автостоянки розташовані поруч з терміналом.